# Tomáš Kůrka
Tomáš Kůrka (* 14. prosince 1981, Most) je bývalý český hokejový útočník se zkušenostmi ze severoamerických profesionálních soutěží NHL a AHL. Po návratu do Evropy hrál mimo českou extraligu ve Finsku, Švédsku, Švýcarsku, Rusku, Bělorusku, Británii a poslední čtyři sezony nastupoval za Rostock Piranhas ve třetí německé lize.

## Hráčská kariéra
- 1996-97 HC Litvínov - dor. (E)
- 1997-98 HC Litvínov - jun. (E)
- 1998-99 HC Litvínov (E), HC Litvínov - jun. (E)
- 1999-00 Plymouth Whalers (OHL)
- 2000-01 Plymouth Whalers (OHL)
- 2001-02 Lowell Lock Monsters (AHL), Carolina Hurricanes
- 2003-04 Carolina Hurricanes, Lowell Lock Monsters (AHL)
- 2004-05 HC Litvínov (E), Providence Bruins (AHL)
- 2005-06 KalPa Kuopio (Finsko), Fribourg-Gottéron, (Švýcarsko) - play off
- 2006-07 Tampereen Ilves (Finsko), KalPa Kuopio (Finsko), Södertälje SK (Švédsko)
- 2007-2008 HC Mountfield České Budějovice (E)
- 2008-2009 HC Mountfield České Budějovice (E)
- 2009-2010 HC Mountfield České Budějovice (E), HC Slavia Praha (E)
- 2010-2011 HC Sparta Praha (E), HC Eaton Pardubice (E)
- 2011-2012 HC Slavia Praha (E), HC Oceláři Třinec
- 2012/2013 Šachtar Soligorsk (Bělorusko), Krefeld Pinguine (Německo)
- 2013/2014 SC Langenthal NLB (Švýcarsko), Cardiff Devils EIHL Velká Británie
- 2014/2015 Cardiff Devils EIHL Velká Británie
- 2015/2016–2019/2020 Rostock Piranhas, 3. německá liga